# Kemantan Hilir
Kemantan Hilir is een bestuurslaag in het regentschap Kerinci van de provincie Jambi, Indonesië. Kemantan Hilir telt 846 inwoners (volkstelling 2010).